# AeroItalia
AeroItalia es una aerolínea italiana fundada en 2021 que opera vuelos desde los aeropuertos de Bérgamo, Comiso y Roma-Fiumicino. 

## Historia
La aerolínea fue lanzada en 2022 por un ex consultor del Ministerio de Infraestructura y Transporte de Italia, Francesco Gaetano Intrieri, quien es el CEO de Aeroitalia y por iniciativa de su inversor Marc Bourgade, presidente ejecutivo.
El 9 de julio de 2022, comenzó a operar vuelos regulares desde Forlì a destinos nacionales, así como a Malta y Zacinto. La aerolínea planeaba operar vuelos de larga distancia a Estados Unidos y América Latina para 2023, pero desde entonces ha paralizado el plan para consolidar sus operaciones nacionales y europeas.
Anunció un aumento de vuelos a Sicilia en 2023, incluidos vuelos adicionales a Trapani, Palermo y Catania con el apoyo del gobierno siciliano.
El 6 de noviembre de 2023, se anunció que la aerolínea había adquirido una participación del 93,86% en AirConnect, una aerolínea regional rumana, que pasó a llamarse Aeroitalia Regional en abril de 2024. En julio de 2024, la aerolínea anunció la apertura de una nueva base en Bacău, Rumanía. En diciembre de 2024, Aeroitalia Regional se vendió nuevamente, esta vez a inversores sicilianos.

## Destinos
En febrero de 2025, AeroItalia opera vuelos regulares a los siguientes destinos:
| Países          | Destinos       | Aeropuertos                                       | Notas            |
| --------------- | -------------- | ------------------------------------------------- | ---------------- |
| Francia         | París          | Aeropuerto de París-Orly                          | Planes de inicio |
| Italia          | Bérgamo        | Aeropuerto de Bérgamo-Orio al Serio               | HUB              |
| Italia          | Bolonia        | Aeropuerto de Bolonia                             |                  |
| Italia          | Cagliari       | Aeropuerto de Cagliari-Elmas                      |                  |
| Italia          | Catania        | Aeropuerto de Catania-Fontanarossa                |                  |
| Italia          | Comiso         | Aeropuerto de Comiso                              | HUB              |
| Italia          | Florencia      | Aeropuerto de Florencia                           |                  |
| Italia          | Lamerzia Terme | Aeropuerto de Lamezia Terme                       |                  |
| Italia          | Milán          | Aeropuerto de Milán-Linate                        |                  |
| Italia          | Milán          | Aeropuerto de Milán-Malpensa                      |                  |
| Italia          | Olbia          | Aeropuerto de Olbia-Costa Smeralda                |                  |
| Italia          | Palermo        | Aeropuerto de Palermo-Punta Raisi                 |                  |
| Italia          | Parma          | Aeropuerto de Parma                               |                  |
| Italia          | Perugia        | Aeropuerto de Perugia                             |                  |
| Italia          | Roma           | Aeropuerto de Roma-Fiumicino                      | HUB              |
| Italia          | Trapani        | Aeropuerto de Trapani-Birgi                       |                  |
| Polonia         | Lublin         | Aeropuerto de Lublin                              |                  |
| República Checa | Brno           | Aeropuerto de Brno-Tuřany                         |                  |
| Rumania         | Bacău          | Aeropuerto Internacional George Enescu            | Estacional       |
| Rumania         | Bucarest       | Aeropuerto Internacional de Bucarest-Henri Coandă | Estacional       |
| Turquía         | Estambul       | Aeropuerto de Estambul                            | Planes de inicio |

## Flota

### Flota actual
La flota de Aeroitalia estaba compuesta de la siguiente manera:
| Aeronaves        | En servicio | Pedidos | Pasajeros (clase única)                           | Matrículas                                        | Antigüedad                                        |
| ---------------- | ----------- | ------- | ------------------------------------------------- | ------------------------------------------------- | ------------------------------------------------- |
| Airbus A319-100  | 1           | —       | 144                                               | 9A-ZAG                                            | 16,9 años                                         |
| ATR 72-600       | 2           | —       | 68                                                | 9H-MMU                                            | 10,5 años                                         |
| ATR 72-600       | 2           | —       | 68                                                | 9H-RFD                                            | 10,2 años                                         |
| Boeing 737-400   | 2           | —       | 168                                               | 9H-FOR                                            | 34 años                                           |
| Boeing 737-400   | 2           | —       | 170                                               | 9H-FIT                                            | 33,1 años                                         |
| Boeing 737-800   | 9           | —       | 189                                               | 9H-GFP                                            | 25,4 años                                         |
| Boeing 737-800   | 9           | —       | 189                                               | 9H-FRA                                            | 24,1 años                                         |
| Boeing 737-800   | 9           | —       | 189                                               | 9H-CRI                                            | 24,1 años                                         |
| Boeing 737-800   | 9           | —       | 189                                               | 9H-FSJ                                            | 22,8 años                                         |
| Boeing 737-800   | 9           | —       | 189                                               | 9H-GEF                                            | 22 años                                           |
| Boeing 737-800   | 9           | —       | 189                                               | 9H-MDG                                            | 16,7 años                                         |
| Boeing 737-800   | 9           | —       | 189                                               | 9H-MAB                                            | 15,1 años                                         |
| Boeing 737-800   | 9           | —       | 189                                               | 9H-GAE                                            | 14,2 años                                         |
| Boeing 737-800   | 9           | —       | 189                                               | 9H-BRU                                            | 13,1 años                                         |
| Boeing 737 MAX 8 | —           | 3       | 189                                               |                                                   |                                                   |
| Embraer E-175    | 1           | —       | 88                                                | SX-ASK                                            | 13,4 años                                         |
| Total            | 15          | 3       | Edad media de la flota (enero de 2025): 19,7 años | Edad media de la flota (enero de 2025): 19,7 años | Edad media de la flota (enero de 2025): 19,7 años |

### Flota histórica
A lo largo de los años, Aeroitalia operó los siguientes tipos de aeronaves:
| Aeronaves      | Total | Introducido | Retirado | Matrículas |
| -------------- | ----- | ----------- | -------- | ---------- |
| Boeing 737-700 | 1     | 2022        | 2024     | YR-BMR     |
| Saab 340       | 1     | 2023        | 2024     | YL-RAL     |